# V
V bzw. v (gesprochen: [faʊ]) ist der 20. Buchstabe des klassischen und der 22. Buchstabe des modernen lateinischen Alphabets. Er ist ein Konsonant. Der Buchstabe V hat in deutschen Texten eine durchschnittliche Häufigkeit von 0,67 %, er ist damit der 22-häufigste Buchstabe.

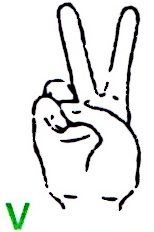
Buchstabe V im Fingeralphabet

Das Fingeralphabet für Gehörlose bzw. Schwerhörige stellt den Buchstaben V in Form des bekannten Victory-Zeichens dar.

## Herkunft und Verwendung
| Protosinaitisches Waw-Zeichen | Phönizisches Waw | Griechisches Ypsilon | Etruskisches V | Lateinisches V |
| Protosinaitisches Waw-Zeichen | Phönizisches Waw | Griechisches Ypsilon | Etruskisches V | Lateinisches V |

Das V teilt sich einen Großteil seiner Geschichte mit dem U und dem W, daneben sind das Y und auch das F mit ihm verwandt.
Lautwert und Bedeutung des Buchstabens in der protosinaitischen Schrift sind unbekannt. Das entsprechende Symbol stellt einen Haken oder eine Keule mit kreisförmigem oberen Ende dar. Im phönizischen Alphabet ähnelt der Buchstabe einem abgerundeten Y. Der Buchstabe erhielt den Namen Waw und wurde verwendet, um den Lautwert [w] darzustellen (ein unsilbisches [u]).
In das griechische Alphabet wurde der Buchstabe als Ypsilon aufgenommen. Im Frühgriechischen war der Lautwert des Ypsilon der dem [w] entsprechende Vokal [u].
Die Etrusker übernahmen das frühgriechische Ypsilon und dessen Lautwert. Mit der Zeit verschwand bei den Etruskern die untere Spitze, der Buchstabe bekam die Form V. Ebenso änderte sich die Bedeutung des Buchstabens: Das Etruskische enthielt auch den dem [u] entsprechenden Halbvokal [w] und der Buchstabe wurde verwendet, um beide Laute zu schreiben.
Die Römer übernahmen den Buchstaben mit beiden Lautwerten. Ursprünglich wurde der Buchstabe in der von den Etruskern übernommenen spitzen Form geschrieben. In der Spätantike wurde auch eine abgerundete Variante entwickelt, die im Aussehen dem U entspricht. Beide Formen waren austauschbar. Erst etwa im 17. Jahrhundert wurde die spitze Variante des Buchstabens nur für den konsonantischen Lautwert verwendet und die runde nur für den vokalischen.
Bis zum 5. Jahrhundert wurde aus dem römischen Halbvokal [w] im Rahmen von Lautwandel der Reibelaut [v]. Als gegen Ende des ersten Jahrtausends n. Chr. die germanischen Sprachen verschriftet wurden, die über den Laut [w] verfügten, empfand man das Zeichen <v> bzw. <u> nicht immer als passend und schuf stattdessen die Ligatur <uu> bzw. <vv>, woraus sich das heutige w entwickelte.
In der modernen hochdeutschen Sprache wird der Buchstabe v sowohl zur Wiedergabe des Lautes [f] als auch zur Wiedergabe des Lautes [v] verwendet. Die Aussprache [f] ist vor allem in genuin deutschen Wörter prädominant, etwa in den Präfixen ver- oder vor- oder in alltäglichen Wörtern wie viel, vier, von, Vieh, Volk, Vetter. Die zweite Aussprache herrscht vor allem in importierten Fremd- und Lehrwörtern aus dem Lateinischen oder Französischen vor, wie etwa Ventil, Version, divers, vulgär, Lokomotive oder relevant. Ausnahmen sind vereinzelte Worte wie Vers oder Vesper, bei denen trotz lateinischer Herkunft die Aussprache [f] überwiegt und Wörter die auf -v enden, wie etwa Motiv, Stativ oder qualitativ, bei denen durch die Auslautverhärtung das [v] zu einem [f] verändert wird. Dies ist vor allem in der Standardsprache zu finden, während man im Süddeutschen eher zum F-Laut (Beispiele: Vikar, Viktor, Viper, Ventil, vulgär) neigt. 
- Im Althochdeutschen schrieb man den Laut meist mit einem F: Fihu (Vieh), filu (viel), fior (vier), firwizan (verweisen), folch (Volk).
- Im Mittelhochdeutschen kommen für ein und dasselbe Wort f- und v-Schreibungen vor; die v-Schreibung wird jedoch für das normalisierte Mittelhochdeutsch bevorzugt: Vrouwe (Frau), vriunt (Freund), vinden (finden), vuoz (Fuß), vilvraz (Vielfraß), valsch (falsch) und vride (Friede). In der Frühzeit des Mittelhochdeutschen und der höfischen Dichtersprache wurde dieses <v> als /v/ ausgesprochen (Paul/Wiehl/Grosse [1989]: Mittelhochdeutsche Grammatik, Niemeyer: 151).

Die Rechtschreibung hat bis heute noch einige dieser mittelhochdeutschen v-Schreibungen bewahrt.
Im Spanischen ist der Lautwert des V mit dem des B verschmolzen: Im absoluten Anlaut sowie nach [m] werden beide Buchstaben als stimmhaftes [b] ausgesprochen, während sie in allen anderen Positionen zum bilabialen Reibelaut [β] werden. Letzterer ist dem [v] ähnlich, kommt aber ohne Beteiligung der Zahnreihe zustande.
Im Polnischen kommt der Buchstabe V traditionell nicht vor, ist aber durch Fremdwörter geläufig und wurde Anfang der 90er-Jahre ins Alphabet aufgenommen. Auch das Sorbische verwendet den Buchstaben ausschließlich in Fremdwörtern.
Das V als lateinisches Zahlenzeichen für die 5 hat keine Beziehung zu dem Buchstaben V. Dieses V ist die Hälfte eines X, des römischen Zahlzeichens für 10.
In Grundschulen wird das V oft (buchstabierend) als Vogel-V (-[faʊ]) oder (lautierend) als Vogel-[f:] bezeichnet, um den Unterschied zum Buchstaben F (buchstabiert [ɛf] bzw. lautiert [f:]) deutlich zu machen.

## Zitat
„v ist heute im h[och]d[eutschen] dem f lautlich vollkommen gleich, was auch graphisch darin seinen ausdruck findet, dasz wörter desselben stammes bald mit f, bald mit v geschrieben sind (voll, fülle). der heutige laut ist ein tonloser labiodental; versuche, die zwei buchstaben nach heutiger schreibung auch lautlich zu trennen, setzen unterschiede voraus, die in der volkssprache nicht begründet sind …“
(aus dem Grimmschen Wörterbuch)